# Burgemeestersreferendum in Nederland
Een burgemeestersreferendum was van 2001 tot en met 2008 een raadgevend referendum over de voordracht van een Nederlandse burgemeesterskandidaat aan de Kroon.

## Procedure
Het karakter van het burgemeestersreferendum is raadplegend; de gemeenteraad kan de uitslag naast zich neer leggen. De Nederlandse wet stelt dat de gemeenteraad de uitslag bij de vaststelling van de voordracht aan de Kroon moet betrekken, als het opkomstpercentage groter is dan 30%.
Sommige politieke partijen in een gemeenteraad verbinden zich op voorhand al aan de keuze van de inwoners; andere partijen spreken zich niet vooraf uit over het al dan niet overnemen van de uitslag.
Begin 2008 werden de subsidies voor het burgemeestersreferendum afgesloten, wegens te lage opkomsten. Bij wet werd het burgemeestersreferendum afgeschaft (Kamerstukken 31.393).

## Lijst
Burgemeestersreferenda vonden plaats in Best, op 6 maart 2002, in Vlaardingen op 6 maart 2002, in Leiden op 11 maart 2003, in Boxmeer op 21 mei 2003, in Zoetermeer op 3 december 2003, in Delfzijl op 25 februari 2004, in Utrecht op 10 oktober 2007 en in Eindhoven op 23 januari 2008. In vijf gevallen lag de opkomst boven de 30% (Best, Vlaardingen, Leiden, Boxmeer en Delfzijl), in de overige gevallen niet. In alle gevallen werd de kandidaat die de voorkeur van de inwoners kreeg ook door de Kroon tot burgemeester benoemd.
Op 10 oktober 2007 werd in Utrecht een burgemeestersreferendum gehouden. De vertrouwenscommissie van de gemeenteraad droeg twee kandidaten voor van dezelfde partij PvdA, Ralph Pans en Aleid Wolfsen. Ondanks protesten tegen deze keuze, die veelal als non-keuze werd bestempeld, ging het referendum door. Slechts 9 % van de kiesgerechtigde Utrechters ging stemmen en van de uitgebrachte stemmen was nog eens 16,3 % ongeldig. De uitkomst van het referendum werd hierdoor ongeldig verklaard.
Op 23 januari 2008 werd in Eindhoven een burgemeestersreferendum gehouden. Ook hier bestond de keuze uit twee kandidaten van de PvdA (Rob van Gijzel en Leen Verbeek) en werd het vereiste opkomstpercentage van 30% niet gehaald.

## Grondwetshervorming
Burgemeesters in Nederland worden niet direct of indirect gekozen door het volk, maar aangesteld door de Rijksoverheid. Sommige politici zijn van mening dat deze situatie veranderd zou moeten worden middels aanpassing van de Grondwet. Hierbij zou artikel 131, dat benoeming door de Kroon voorschrijft, uit de grondwet moeten worden geschrapt ('deconstitutionalisering'). Enkele politici, waaronder voormalig LPF-Kamerlid Gerard van As, bepleitten de burgemeester door de bevolking rechtstreeks te laten kiezen en vervolgens pro forma door de Kroon te laten benoemen. De gekozen burgemeester is een van de zogeheten kroonjuwelen van D66, die hiermee de macht van de kiezer wil vergroten. Echter, een gekozen burgemeester zou een omwenteling in het Nederlandse kiesstelsel zijn, want de burgemeester is in dat geval een enkelvoudige winnaar (winner-takes-all) en geen rechtevenredige vertegenwoordiger. In het winner-takes-all systeem krijgt de meerderheid van de stemmers de zetel, terwijl de verliezers dan vertegenwoordigd worden door iemand waar zij niet voor gekozen hebben, iets dat nu niet het geval is.
Op 23 maart 2005 strandde een poging tot deconstitutionalisering in de Eerste Kamer op de tegenstemmen van de PvdA-senatoren. Deze stemming ging de geschiedenis in als de Nacht van Van Thijn en was voor minister Thom de Graaf (D66) van bestuurlijke vernieuwing reden om op te stappen. In januari 2007 werd hij overigens benoemd tot burgemeester van Nijmegen en in juni 2011 werd hij lid van de Eerste Kamer.